# 潮騒 (1975年の映画)
『潮騒』（しおさい）は、1975年制作の日本映画（東宝、カラー）。原作は三島由紀夫の同名小説。西河克己監督。山口百恵文芸作品第2弾。ホリプロダクション創立15周年記念作品。
5億200万円の配給収入を記録、1975年（昭和50年）の邦画配給収入ランキングの第6位となった。観客動員数は170万人。

## キャスト
- 宮田初江：山口百恵
- 久保新治：三浦友和
- 久保とみ：初井言栄
- 久保広：亀田秀紀
- 宮田照吉：中村竹弥
- 灯台長：有島一郎
- 灯台長の妻：津島恵子
- 千代子：中川三穂子
- 大山十吉：花沢徳衛
- 日の出丸船長：青木義朗
- 川本安夫：中島久之
- 浜田竜二：川口厚
- お春婆：丹下キヨ子
- うめ：高山千草
- 行商人：田中春男
- 海女1：森みどり
- ナレーター：石坂浩二

## スタッフ
- 監督：西河克己
- 製作：堀威夫、笹井英男
- 脚本：須崎勝弥
- 音楽：穂口雄右
- 主題歌：山口百恵「少年の海」
- 撮影：萩原憲治
- 編集：鈴木晄
- 製作プロダクション：ホリ企画

## 同時上映
『お姐ちゃんお手やわらかに』
- ホリ企画作品。監督：坪島孝。主演：和田アキ子。
- なお、この作品にも山口百恵は出演している（本人役）。